# Adamssonska huset

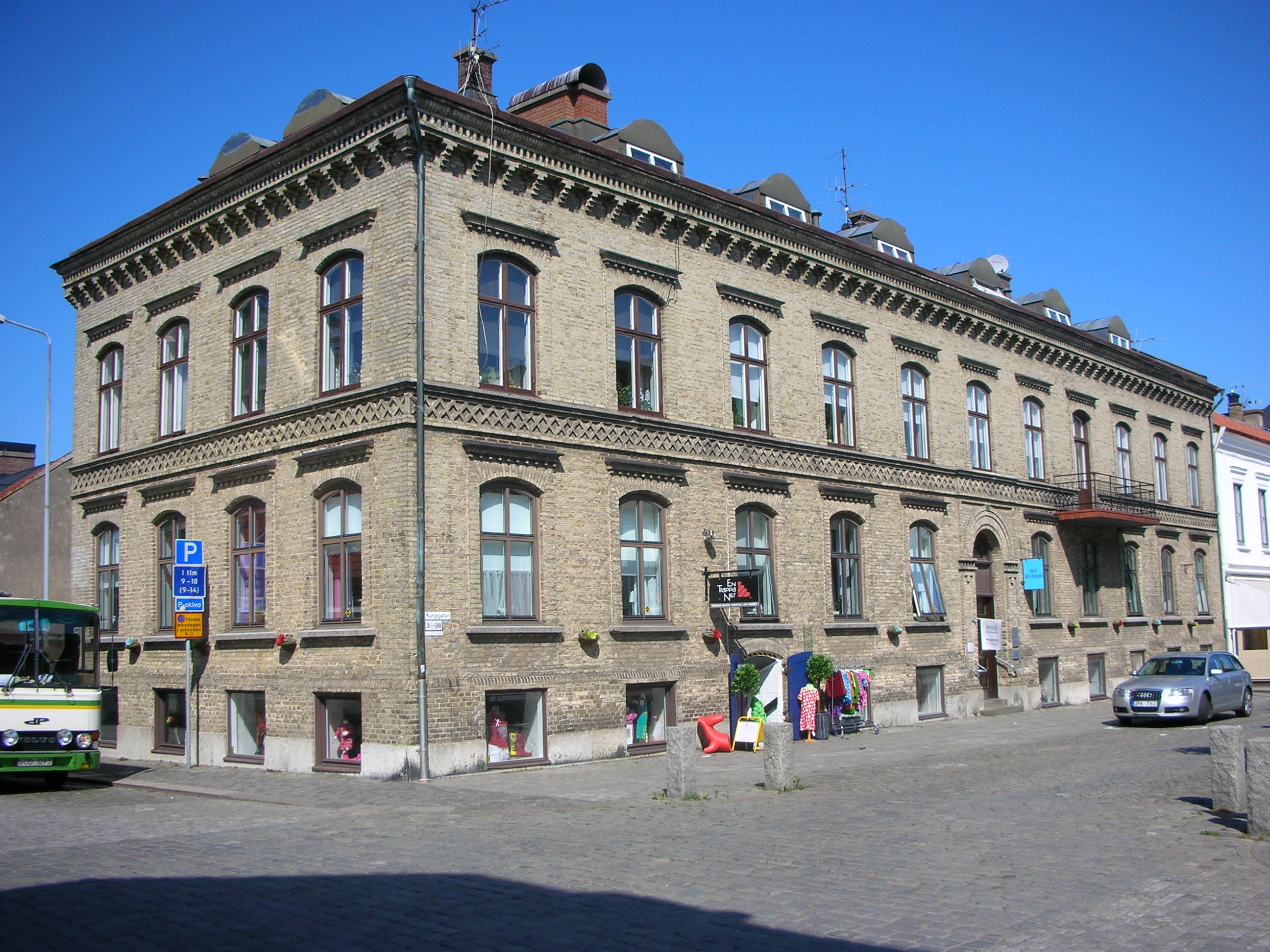
Adamssonska huset.

Adamssonska huset är en byggnad i två våningar vid korsningen Kungsgatan–Prästgatan i Varberg, uppförd 1865 av handlare C. P. Adamsson (född 1811). Arkitekt var Frans Jacob Heilborn, Varbergs förste stadsarkitekt.
Adamssonska huset uppfördes efter den förödande stadsbranden den 5 november 1863, då mycket av stadens bebyggelse gick förlorad. Heilborn anställdes som stadsarkitekt när staden skulle återuppbyggas. Han introducerade den medeltidsinspirerade stilen i gult tegel, där rådhuset vid torget är den främsta representanten.
Adamssonska huset är mycket likt rådhuset, både vad gäller byggnadens form och volym och fasadens utformning med kryssförband och kraftigt markerade listverk. Rådhusets centralparti med krenelering och urtavla saknas dock på Adamssonska huset.